# Josef Král (fotbalista)
Josef Král (* 16. února 1929) je bývalý český fotbalista, útočník.

## Fotbalová kariéra
Začínal v Žalově. Hrával na pravé spojce. Hrál za juniorskou reprezentaci. V československé lize hrál za Čechii OD Karlín, ATK Praha, Tankistu Praha a Spartak Praha Stalingrad. Dal 18 ligových gólů. Pronásledovala ho zranění, krátkou dobu byl kapitánem týmu Bohemians.

## Ligová bilance
| Ročník                                     | Zápasy | Góly | Klub                     |
| ------------------------------------------ | ------ | ---- | ------------------------ |
| Celostátní československé mistrovství 1949 | –      | 2    | Čechie OD Karlín         |
| Celostátní československé mistrovství 1950 | –      | 2    | Čechie OD Karlín         |
| Mistrovství československé republiky 1951  | –      | 1    | Čechie OD Karlín         |
| Mistrovství československé republiky 1951  | –      | 1    | ATK Praha                |
| Mistrovství československé republiky 1952  | –      | 5    | ATK Praha                |
| Přebor československé republiky 1953       | 7      | 0    | Tankista Praha           |
| Přebor československé republiky 1954       | 3      | 0    | Spartak Praha Stalingrad |
| 1. československá fotbalová liga 1958/59   | 22     | 2    | Spartak Praha Stalingrad |
| 1. československá fotbalová liga 1959/60   | 15     | 0    | Spartak Praha Stalingrad |
| 1. československá fotbalová liga 1960/61   | 6      | 0    | Spartak Praha Stalingrad |
| 1. československá fotbalová liga 1961/62   | 4      | 1    | ČKD Praha                |
| CELKEM                                     | –      | 14   |                          |